# Clayfighterserien
Clayfighterserien  är en dator- och TV-spelsserie bestående av man mot man-fightingspel med lerfigurer. Spelen utgavs i början-mitten av 1990-talet.

## Spel

### Huvudserien
| Titel                        | Släppår |
| ---------------------------- | ------- |
| Clayfighter                  | 1993    |
| Clayfighter 2: Judgment Clay | 1994    |
| ClayFighter 63⅓              | 1997    |

### Fotnoter
1. ↑  ”Arkiverade kopian”. Arkiverad från originalet den 8 april 2015. https://web.archive.org/web/20150408064527/http://www.interplay.com/games/clayfighter.php#. Läst 21 april 2015.
2. ↑  ”Clayfighter series” (på engelska). Mobygames. http://www.mobygames.com/game-group/clay-fighter-series. Läst 21 april 2015.